# Lauren Jackson
Pour les articles homonymes, voir Jackson.
Lauren Jackson, née le 11 mai 1981 à Albury, est une joueuse australienne de basket-ball évoluant au poste d'intérieure ou d'ailière forte. Triple MVP, elle est considérée comme l'une des meilleures joueuses de l'histoire.
Très mobile et rapide pour sa taille, elle s'impose aussi bien sous les paniers qu'en tirant avec réussite à trois points, ce qui lui permet d'être l'une des joueuses dominantes de la décennie 2000-2010.

## Biographie
Son premier coup d'éclat est sa performance au championnat du Monde U17 en 1997 avec 14,3 points et 9,9 rebonds de moyenne alors qu'elle n'avait que 16 ans. Elle est appelée en équipe nationale U20 dès l'âge de 14 ans et en sélection senior dès 16 ans. Alors qu'elle n'a que 17 ans, elle inscrit déjà 10,8 points et 3,9 rebonds pour aider son équipe à remporter la médaille de bronze du championnat du monde 1998.
Avec trois titres de MVP de la Women's National Basketball Association (WNBA) en 2003, 2007 et 2010, la rivale de Lisa Leslie est considérée comme l'une des meilleures joueuses au monde. En 2003, elle remporte son premier titre de MVP à l'âge de 22 ans, restant en 2016 la plus jeune joueuse ainsi récompensée. Dès 2006, elle est nommée armi les meilleures joueuses des 10 ans de la WNBA. Avec sa franchise du Storm de Seattle, elle remporte le titre en 2004 puis de nouveau en 2010, saison où, en plus de son titre de MVP, elle est également élue MVP des finales. Elle remporte l'or au championnat du monde en 2006 et trois médailles d'argent olympiques avec la sélection australienne. En 2006, les Américaines sont battues en demi-finale par les Russes mais elles sont dominées 91-74 par les Australiennes. Impressionnante en finale, Penny Taylor est élue meilleure joueuse de la compétition mais c'est Jackson qui dispose des meilleures statistiques sur la compétition avec 21,2 points et 8,9 rebondspar rencontre.
Elle est codétentrice du record de points marqués dans une rencontre (47 face à Washington le 24 juillet 2007), jusqu'au 51 points de Riquna Williams en septembre 2013,. Elle est à 28 ans et 96 jours la plus jeune joueuse à atteindre les 5 000 points en WNBA lors de son 259e match en WNBA le 15 août 2009, et seulement la quatrième à dépasser ce seuil. Elle établit le record de minutes jouées dans une rencontre (55 face à Washington le 3 juillet 2001 en quadruple prolongation). Elle effectue en 2006 et 2010 deux meilleures saisons statistiques de l'histoire de la WNBA. En 2006 son évaluation moyenne est de 34,91 par match, et même 35,04 en 2007, des performances qui restent en 2015 inégalées en WNBA. Même Wilt Chamberlain avec 31,82 en 1963 et Michael Jordan (31,71 en 1988) restent à bonne distance en NBA. En 2010, elle remporte son troisième et dernier titre WNBA avec le Storm, année où elle est élue MVP de la saison et des Finales WNBA. Elle est une des deux seules joueuses à avoir remporté trois fois le titre de MVP et la seule joueuse non-américaine avoir décroché cet honneur. Émoussée par cette saison, elle ne peut assurer son équipe nationale qu'une 5e place au Mondial 2010.
Elle subit quelques mois après ce dernière titre la première d'une longue série de blessures qui lui a fait manquer le milieu de la saison 2011, elle signe une prolongation de contrat de trois ans avec le Storm.
En 12 saisons WNBA, toutes à Seattle, elle débute 358 rencontres pour un total de 6 007 points, le plus fort total de la franchise en 2016. Ses moyennes en carrière sont de 18,9 points, 7,7 rebonds, 1,1 interception et 1,8 contre par rencontre. Sa moyenne dépasse les 20 points sur cinq saisons, dont trois lors desquelles est elle est meilleure scoreuse de la ligue (2003, 2004, 2007). Cette année 2007, son évaluation est de 35,04, complétée des honneurs de MVP, de leader aux points et aux rebonds (avec respectivement 23,8 points avec 51,9 % d'adresse et 9,7 rebonds, ses plus hautes chiffres en carrière) et de meilleure défenseuse de l'année.
En 2011-2012, elle rejoint l'année suivante Ros Casares Valence.
En février 2013, le Storm de Seattle annonce qu'elle ne participe pas à la saison WNBA 2013 en raison d'une blessure aux ischio-jambiers. De même, elle renonce à la suivante à la suite de blessures au genou et au tendon d'Achille. En 2014, elle subit trois opérations au genou qui l'empêchent de participer à la saison WNBA 2014 et au championnat du monde 2014.
Elle renoue avec la compétition pour la saison 2015-2016 de la WNBL. Avouant toujours souffrir pour sauter malgré neuf opérations de la jambe, elle annonce vouloir faire un point sur sa carrière en fin de saison pour savoir si elle poursuit sa carrière jusqu'aux Jeux olympiques de 2016.
En avril 2016, elle annonce mettre en un terme à sa carrière : « Les docteurs m'ont dit qu'il n'y avait aucune chance que je puisse jouer avec un genou dans cet état (...) Le basket me manquera beaucoup, il reste l'amour de ma vie ».
Porte-drapeau de son pays lors des Jeux de Londres, elle est l'une des plus grandes sportives australiennes et du basket-ball féminin mondial.
Le Storm annonce le 23 juin 2016 organiser le 15 juillet suivant une cérémonie pour retirer le numéro 15 porté par Lauren Jackson tout au long de sa carrière WNBA ; « Mes années à Seattle furent les meilleures dans ma carrière de basketteuse ».
Durant sa carrière WNBA, elle remporte 18 fois le trophée de joueuse de la semaine, un des totaux les plus élevés derrière les 22 de Tamika Catchings. Elle détient également la troisième meilleure performance du nombre de rencontres disputées consécutivement avec au moins 10 points avec 84 unités, tout près des 88 de Seimone Augustus et les 92 de Cynthia Cooper, et la troisième meilleure performance du nombre de rencontres avec au moins 20 points (139) après les 189 de Diana Taurasi et les 146 de Cappie Pondexter. Le numéro 15 de son maillot est retiré le 15 juillet 2016.
Peu après l'annonce de sa retraite, elle s'implique dans le club australien des Melbourne Boomers et elle attend un enfant pour février 2017.

## Carrière

### Club
- 1997-1999 :  Australian Institute of Sport (Canberra, WNBL)
- 1999-2006 :  Canberra Capitals (WNBL)
- 2006-2007 :  Séoul (WKBL)
- 2007-2009 :  Spartak région de Moscou[17]
- 2009-2010 :  Canberra Capitals[18]
- 2010-2011 :  Spartak région de Moscou[17]
- 2011-2012 :  Ros Casares Valence
- 2012-2013 :  Canberra Capitals
- 2015-2016 :  Canberra Capitals
- 2022-… :  Bandits d'Albury-Wodonga (en)

### WNBA
- 2001-2012 :  Storm de Seattle

## Palmarès

### Club
Son palmarès dans les compétitions internationales est :
- Vainqueur de l'Euroligue 2008, 2009 avec le Spartak région de Moscou et 2012 avec Ros Casares Valence[19]

Son palmarès dans des compétitions nationales est :
- championne WNBA en 2004, 2010[3].
- championne WNBL en 1999, 2000, 2002, 2003, 2010
- championne de Russie en 2007
- championne d'Espagne en 2012

### Équipe nationale
- Jeux olympiques d'été

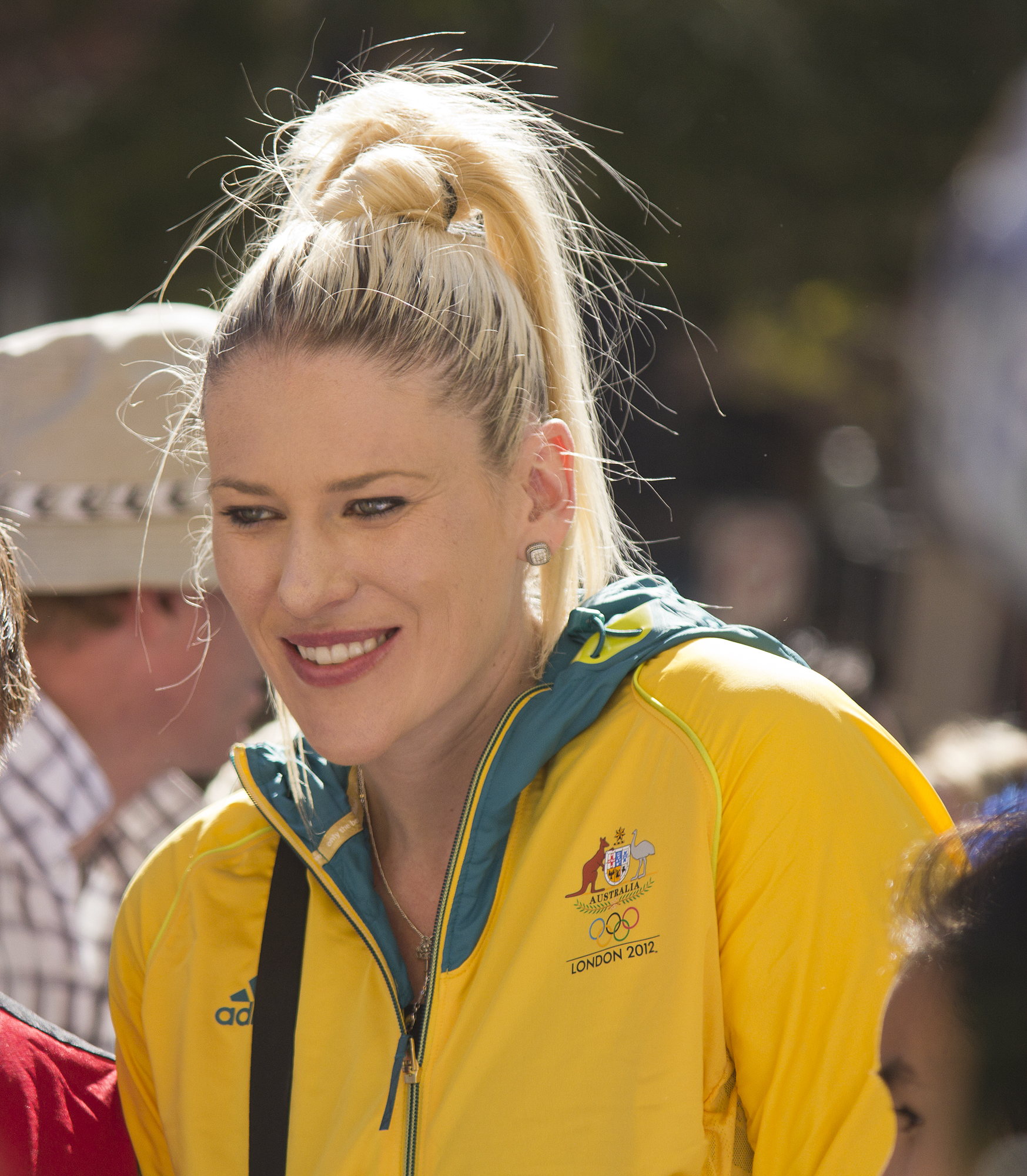
Lauren Jackson en 2012.

  -  Vice-championne olympique aux Jeux olympiques de 2000
  -  Vice-championne olympique aux Jeux olympiques de 2004
  -  Vice-championne olympique aux Jeux olympiques de 2008
  -  Médaille de bronze des Jeux olympiques de 2012 à Londres[20]
  -  Médaille de bronze aux Jeux olympiques de 2024 à Paris[21]
- Coupe du monde féminine de basket-ball
  -  3e au championnat du monde 1998
  -  3e au championnat du monde 2002.
  -  Championne du monde au championnat du monde 2006 au Brésil
- Championnat d'Océanie féminin de basket-ball
  -  Championnat d'Océanie féminin de basket-ball 2013[22]

## Distinctions personnelles
- Premier choix de la draft WNBA 2001
- Meilleure joueuse de la saison WNBA 2003, 2007 et 2010[23]
- MVP des finales en 2010[24]
- Meilleure défenseure de la saison WNBA 2007[25]
- rookie de l'année 1997 en WNBL
- MVP du Final Four de l'Euroligue 2008
- MVP de la ligue coréenne 2007
- Grand Final MVP de la WNBL 2010
- Meilleures joueuses des 10 ans de la WNBA[4]
- Sélection WNBA pour de la rencontre The Stars at the Sun en 2010[26]
- Meilleures joueuses des 15 ans de la WNBA[27]
- Sélection des meilleures joueuses des 20 ans de la WNBA[28]
- maillot 15 retiré le 15 juillet 2016[15]
- Meilleur cinq défensif de la WNBA 2007, 2009
- Second cinq défensif de la WNBA 2005, 2008, 2010
- Meilleur cinq de la WNBA (2003, 2004, 2005, 2006, 2007, 2009, 2010)
- Second meilleur cinq de la WNBA (2008)